# Microsoft Power BI
Microsoft Power BI est une solution d'analyse de données de Microsoft. Il permet de créer des visualisations de données personnalisées et interactives avec une interface suffisamment simple pour que les utilisateurs finaux créent leurs propres rapports et tableaux de bord.
Power BI est un ensemble de services logiciels, d'applications et de connecteurs qui fonctionnent ensemble pour transformer différentes sources de données en informations visuelles, immersives et interactives. Plusieurs sources de données peuvent être utilisées telles que des fichiers Excel, des sources SQL, ou des entrepôts de données hybrides locaux ou sur le cloud. Les données sont personnalisées et interactives avec une interface suffisamment simple pour que les utilisateurs finaux créent leurs propres rapports et tableaux de bord. L'objectif est de faciliter la création des tableaux de bord afin d'améliorer les moyens de communication et de collaboration proposés par Microsoft. Il permet donc de collecter, construire et exposer les données au travers d'indicateurs. Son ergonomie permet par la suite d'animer des présentations interactives qui aideront à la prise de décision.

## Général
Power BI fournit des services d'informatique décisionnelle (business intelligence, BI en anglais) hébergés sur le cloud, appelés « services Power BI », ainsi qu'une application de bureau, intitulée « Power BI Desktop ». Il offre des capacités d' entrepôt de données, notamment la visualisation de données, l'analyse avec des tableaux de bord interactifs. 
La première étape consiste à créer des workflows en connectant une source de base de données à Power BI Desktop. Une fois la source liée, il sera possible de créer des rapports et tableaux de bord en utilisant Desktop. Enfin, il faudra utiliser Services Power BI pour voir les visuels réalisés. En mars 2016, Microsoft a publié un service supplémentaire appelé Power BI Embedded sur sa plateforme cloud Azure. L'un des principaux facteurs de différenciation du produit est la possibilité de charger des visualisations personnalisées. L'outil est régulièrement mis à jour. Les nouvelles fonctionnalités sont décrites sur Microsoft Power BI Blog. 

## Histoire
Cette application a été conceptualisée à l'origine par Thierry D'Hers et Amir Netz de l'équipe SQL Server Reporting Services de Microsoft. Il a été conçu à l'origine par Ron George à l'été 2010 et s'appelait Project Crescent. Project Crescent était initialement disponible pour téléchargement public le 11 juillet 2011 avec SQL Server Codename Denali. Plus tard renommé Power BI, il a ensuite été dévoilé par Microsoft en septembre 2013 sous le nom de Power BI pour Office 365. La première version de Power BI était basée sur les compléments basés sur Microsoft Excel : Power Query, Power Pivot et Power View. Avec le temps, Microsoft a également ajouté de nombreuses fonctionnalités supplémentaires telles que les questions et réponses, la connectivité des données au niveau de l'entreprise et les options de sécurité via les passerelles Power BI. Power BI a été mis à disposition du grand public le 24 juillet 2015.
En février 2019, Gartner a confirmé Microsoft en tant que leader du « Quadrant magique Gartner 2019 pour la plateforme d'analyse et de Business Intelligence » grâce aux capacités de la plateforme Power BI. Cela représentait la 12e année consécutive de reconnaissance de Microsoft en tant que fournisseur leader dans cette catégorie Magic Quadrant (à partir de 3 ans avant même la création de cet outil).

## Architecture de Power BI
Power BI est hébergé par la plateforme de cloud Microsoft, Azure. Il possède des centres de données un peu partout dans le monde et se divise en deux clusters : 

### Cluster web (Web Front End)
Ce cluster a pour charge de gérer l'authentification et la connexion à Power BI. 
Power BI se connecte au service Azure Active Directory (AAD) qui s'occupe de la gestion des comptes des utilisateurs ainsi que leurs authentifications. Lors de la création d'un compte Power BI, le Système de Noms de Domaine, DNS, de l'utilisateur est enregistré et en utilisant le Traffic Manager Azure (ATM), Power BI redirige le trafic utilisateur vers le centre de données le plus proche (fichiers et contenu statique). 
Lors de la connexion de l'utilisateur, le cluster WFE analyse la requête pour identifier l'organisation de l'utilisateur puis se reporte à la table Azure, commune à tous  les clusters WFE et Back End du monde, qui répertorie les utilisateurs et les centres de données. Ce cluster assure la transmission, au navigateur, du cluster Back End qui héberge l'utilisateur. 
Une fois la connexion faite, l'utilisateur interagit directement avec le cluster Back End, sans l'intermédiaire du cluster WFE pour lancer ses requêtes. 

### Cluster Back End
Le cluster Back End est aussi appelé cluster principal. Il permet l'interactivité avec le service Power BI : visualisations des tableaux de bord, stockage et actualisation de données, ...
A chaque demande, l'utilisateur va faire appel à un rôle Passerelle qui s'occupera de faire la passerelle entre les demandes de l'utilisateur et le service Power BI. L'utilisateur n'interagira qu'avec ce rôle, qui sera accessible que par le biais de l'internet public. 
Le produit Power BI est composé d'un certain nombre d'applications, chacune avec leurs propres fonctionnalités et utilisations telles que : 
- Power Query un outil de connexion de données permettant de transformer, combiner et améliorer les données de plusieurs sources
- Power Pivot un outil de modélisation de données permettant de créer des modèles de données
- Power View un outil de visualisation de données générant des graphiques interactifs, des cartes et d'autres éléments visuels
- Power Map un autre outil de visualisation permettant de créer des visuels 3D immersifs
- Power Q&A un moteur de questions et réponses qui permet de poser des questions sur vos données, dans un langage simple

## Éléments principaux
Les composants clés de l'écosystème Power BI comprennent:

### Power BI Desktop
Power BI Desktop est une application de bureautique gratuite qui peut être installée directement sur Windows 10 et versions ultérieures uniquement. Power BI Desktop fonctionne de manière cohérente avec le service Power BI en fournissant une exploration, une mise en forme, une modélisation et une création de rapports avancées de données avec des visualisations hautement interactives. Power BI Desktop est inclus dans les plans Office 365. Les utilisateurs de Power BI Desktop disposent de 10 Go de stockage total dans le cloud Power BI et peuvent télécharger des données de 1 Go à la fois. Desktop donne un accès à la bibliothèque de modèles de visualisation de Power BI.

### Service Power BI
Le Service Power BI est le service en ligne basé sur SAAS (Software As A Service ou en français, logiciel en tant que service). Cela s'appelait auparavant Power BI pour Office 365, maintenant appelé PowerBI.com, ou simplement Power BI. Ce service offre la possibilité aux utilisateurs d'apporter des modifications à leurs rapports et le partage avec les membres de leur équipe. 
Ce service aide à la création de tableaux de bord et permet aux entreprises de garder un œil sur la situation financière du business. Les tableaux de bord utilisent des tuiles qui renvoient aux données.

### Applications mobiles Power BI
Pour sécuriser les données, Power BI Mobile organise son système de sécurité en deux catégories : 
- la communication de l'appareil fonctionne de la même façon pour la connexion et l'authentification qu'avec les navigateurs. Sous iOS et Android une session de navigateur est créée dans l'application, sous Windows , l'application a besoin de faire appel à un répartiteur pour établir la communication avec Power BI ;
- l'application et les données communiquent directement avec le service Power BI.

### Passerelle Power BI
Power BI Gateway est un logiciel permettant d'accéder aux données situées dans un réseau sur site.
Les passerelles utilisées pour synchroniser les données externes dans et hors de Power BI et sont requises pour les actualisations automatisées. En mode Entreprise, peut également être utilisé par Flows et PowerApps dans Office 365.Il existe 2 types de passerelles : 
- Passerelles de données locales (mode standard) : elles permettent à plusieurs utilisateurs de se connecter à différentes sources de données locales ainsi que la gestion de plusieurs utilisateurs avec un contrôle d'accès par source de données.
- Passerelles de données locales (mode personnel) : elles permettent aux utilisateurs de se connecter à la source unique et ne peuvent pas être partagées avec d'autres utilisateurs.

### Power BI intégré
Power BI intégré est un service Microsoft Azure. L' API REST Power BI peut être utilisée pour créer des tableaux de bord et des rapports dans les applications personnalisées qui servent les utilisateurs Power BI, ainsi que les utilisateurs non Power BI.

### Serveur de rapports Power BI
Il s'agit d'une solution de création de rapports Power BI derrière les pare feux des entreprises qui ne stockent pas ou ne peuvent pas stocker de données dans le service Power BI hébergé sur le cloud. Les rapports sont partagés aux utilisateurs sur un navigateur web, un appareil mobile ou par e-mail. Power BI Report Server est installé localement et prend en charge les rapports Power BI. 

### Power BI Premium
Power BI Premium est une offre basée sur la capacité qui inclut la flexibilité de publier des rapports à grande échelle dans une entreprise, sans exiger que les destinataires aient une licence individuelle par utilisateur. Échelle et performances supérieures à la capacité partagée dans le service Power BI.
Premium est destiné aux entreprises qui génèrent des quantités de données importantes et qui nécessitent un accès étendu à l'application. Il existe 6 capacités différentes, chacune avec des quantités de mémoire variables afin que les utilisateurs puissent choisir la quantité dont ils ont besoin pour exécuter leur plateforme Power BI. Quand l'entreprise passe sur Premium, toute l'infrastructure nécessaire est fournie et prise en charge par Microsoft. 
Premium n'est  pas une licence en tant que telle; au lieu de cela, l'utilisateur paie pour l'utilisation exclusive d'une quantité prédéterminée de données. Pour les utilisateurs qui doivent créer et publier des rapports, partager leurs tableaux de bord et collaborer avec d'autres utilisateurs dans l'espace de travail d'application. Une licence Power BI est requise en plus de Power BI Premium. Pour ceux qui ont juste besoin d'accéder et de consommer du contenu Power BI, aucune licence supplémentaire n'est requise. Power BI Premium couvrira l'utilisation en lecture seule. 
Il existe également quelques autres fonctionnalités exclusives à Premium, telles que la possibilité de stocker des actifs BI sur site à l'aide de Power BI Report Server, jusqu'à 100 To de stockage de données et une limite de 50 Go sur la taille de l'ensemble de donnée. 

### Place de marché des visuels Power BI
Il s'agit d'un marché de visuels personnalisés et de visuels basés sur le langage TypeScript. La plateforme compte 438 visuels personnalisés Power BI à la date du 16 février 2022.

## Langage DAX
Power BI utilise le langage DAX (Data Analysis Expressions). Il s'agit d'un langage de requête conçu pour résoudre des problèmes d'analyse de données et de calcul de base, inspiré en partie des fonctions Excel mais adapté à la réalité d'analyse de bases de données. Selon Microsoft, ce langage permet de « créer des formules efficaces qui permettent de tirer le meilleur parti possible des données et de résoudre des problèmes concrets. Il permet la création d'indicateurs sur mesure répondant aux problématiques des utilisateurs métiers ».

## Exemple
Transport for London (TfL) utilise Power BI pour indiquer quand ses stations sont les plus chargées.